# Smelehaver
Smelehaver (Ventenata dubia) is een eenjarige plant uit de grassenfamilie (Poaceae). De soort komt van nature voor in Centraal- en Zuid-Europa, Noordelijk Afrika en West-Azië. Het aantal chromosomen is 2n = 14.
De plant wordt 20-60 cm hoog en heeft rechtopstaande stengels. De 2-7 cm lange en 1-3 mm brede bladeren zijn opgerold of gevouwen en hebben een lancetvormig, 1-8 mm lang tongetje.
Smelehaver bloeit in juni en juli. De bloeiwijze is een zeer losse, piramidale, 15-20 cm lange pluim met ruwe takken. Bovenaan de stengel zitten 2-5, smal-langwerpige, rechtopstaande, 9-15 mm lange aartjes. Een aartje heeft 2-3 fertiele bloemen. Het onderste aartje is halfzittend en de anderen zijn gesteeld. De kelkkafjes zijn korter dan het aartje. Ze hebben 7-9 nerven. Het bovenste kelkkafje is 6-8 mm en het onderste 4,5-6 mm lang. Het onderste, 5-7,5 mm lange kroonkafje van de onderste bloem van het aartje heeft een rechte, tot 4 mm lange kafnaald. De andere bloemen van het aartje hebben een 10-16 mm lange, geknikte, bochtige kafnaald. Het bovenste kroonkafje is 4-5 mm lang. Het onderste kroonkafje is 4-5 mm lang. De helmknoppen zijn 1-2 mm lang.
De vrucht is een 3 mm lange graanvrucht.

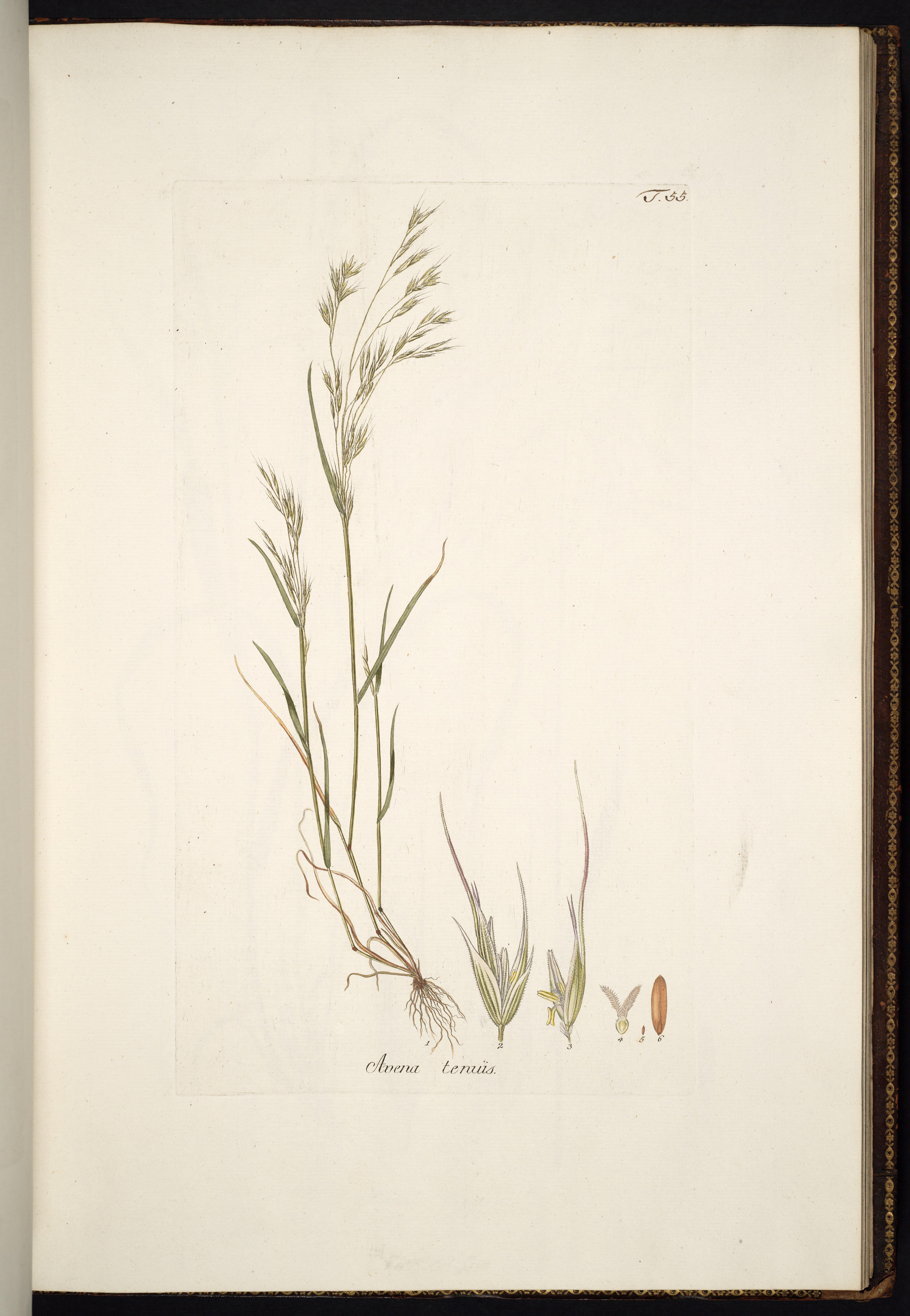
Illustratie
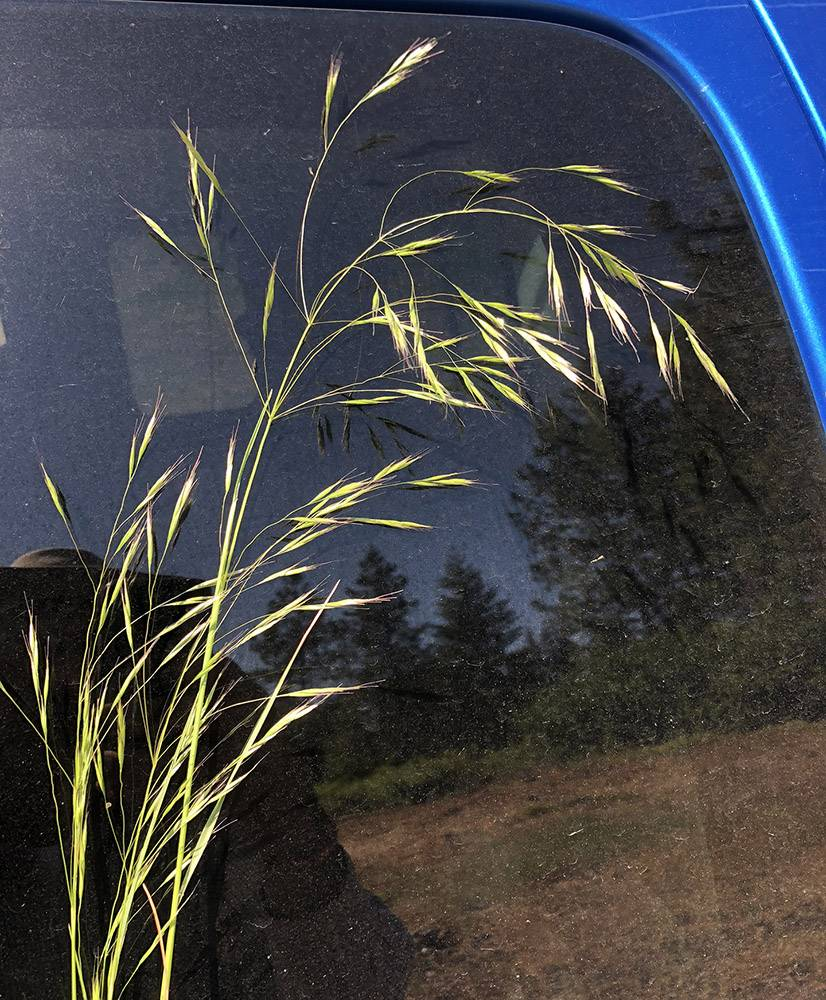
Bloeiwijze
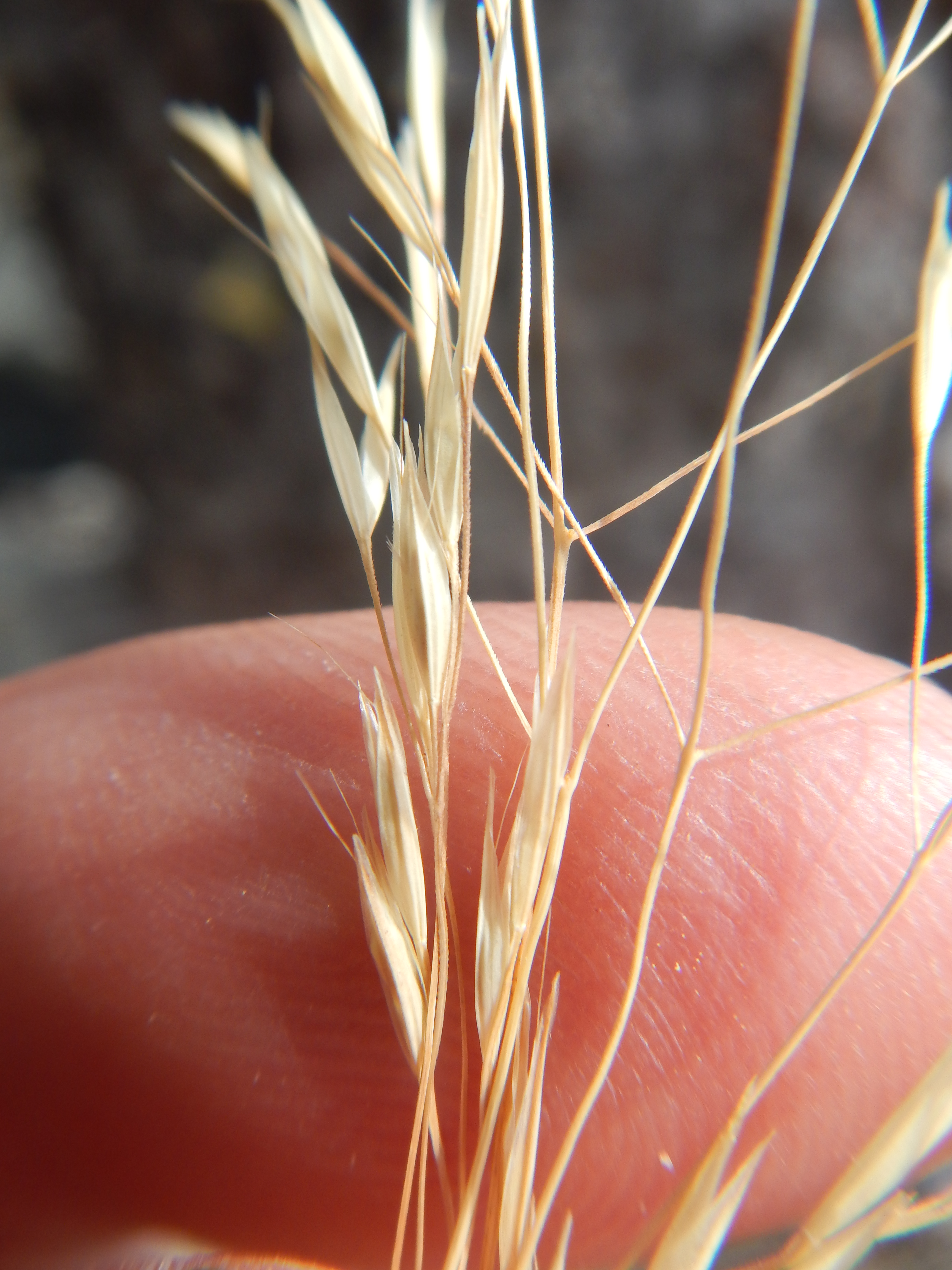
Bloeiwijze met ruwe takken
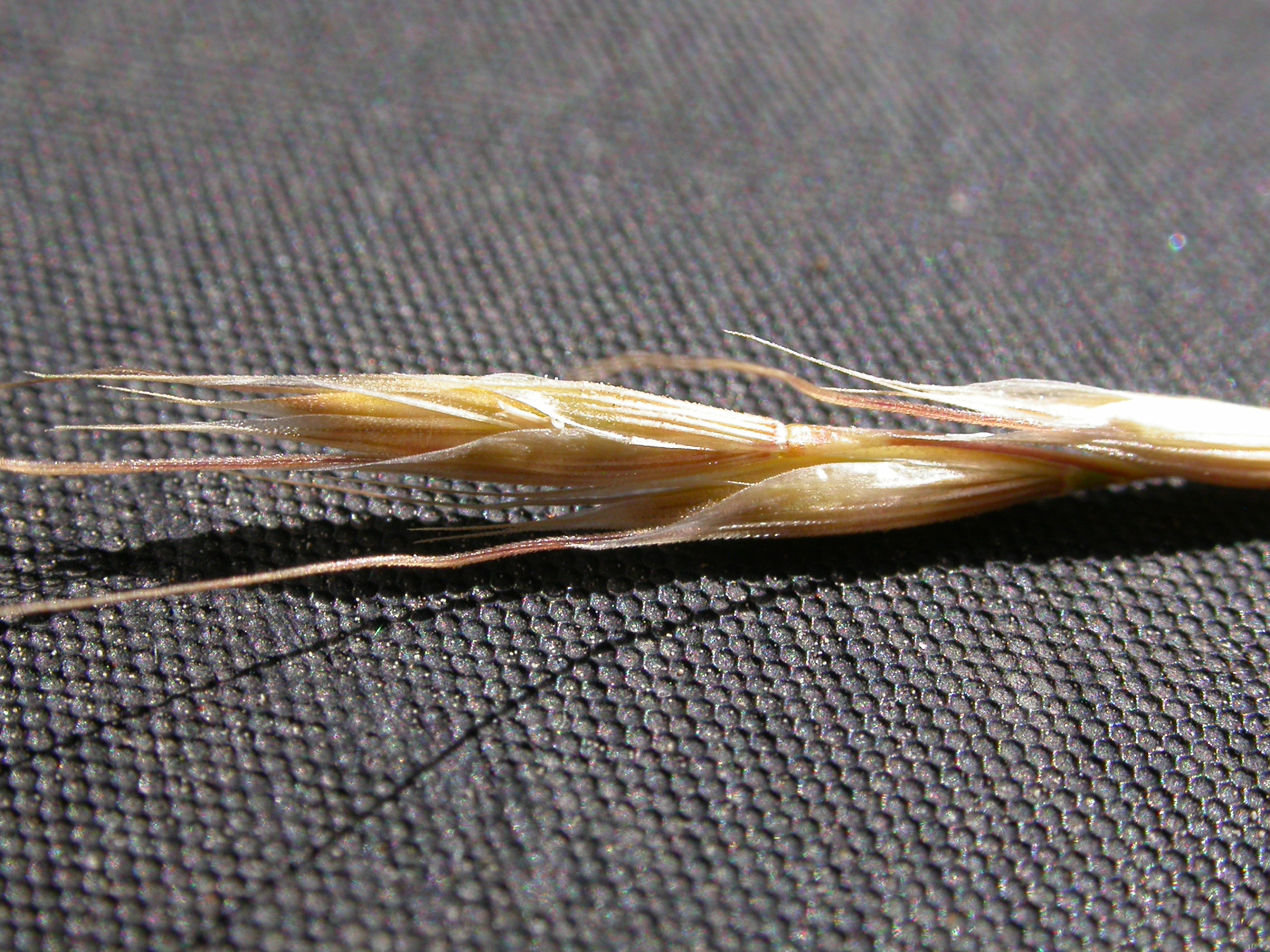
Aartje

Smelehaver komt voor op droge, kalkrijke grond op akkerland en in bermen.